# Podfuck
Podfuck je hardrocková/punkrocková skupina založená v roce 2002 v Košicích na Slovensku. Zakládajícími členy jsou Miroslav Terifaj a Michal Šmajda. Název skupiny pochází ze stejnojmenného filmu Podfuck. Skupina hraje ve složení Miroslav Terifaj (zpěv, kytara, harmonika), Alexander Albert (zpěv, baskytara), Michal Šmajda (kytara) a Vladimír Palai (bicí).

## Historie kapely
Samotný vznik sahá do roku 2002. Založili ji bývalí spolužáci Miroslav Terifaj a Michal Šmajda, ovlivněni kapelami jako Green Day, The Offspring, blink-182 nebo Iné Kafe. Za bicí nástroje (tehdy značky Amati) usedl několik měsíců po vzniku kapely Marián Pillár. Marián Pillár také natočil se skupinou první EP album Lost In My Soul. Setrval v kapele skoro pět let a jeho poslední vystoupení se konalo 31. března 2007 v Irish pubu v Banské Bystrici, kde hrál Podfuck s kapelou Problém z Martina.
Na postu baskytaristy se vystřídalo několik hráčů. Prvních jedenáct koncertů kapely odehrál Miloš Altman (přezdívaný „Stimpi“). Jeho poslední vystoupení se uskutečnilo dne 4. prosince 2004 v košickém Live Music Club-e Butterfly, kde hráli s kapelou Iné Kafe. S Podfuck nenahrál žádné album. Poté přišel do kapely Alexander Albert (bývalý člen kapely SS3S), který s kapelou vystoupil poprvé 18. prosince 2004 v klubu Butterfly, kde Podfuck hrál společný koncert s kapelou Plus Mínus z Bratislavy. Alexander Albert hraje v kapele Podfuck i v současnosti, kdy zastává post zpěváka a baskytaristy.
V roce 2005 se kapela rozhodla přijmout mezi své řady sólového zpěváka Marcela Jureka (před Marcelovým příchodem zpíval Miroslav Terifaj). Kapele se v tomto roce podařilo dostat do finále hudební soutěže „USS Talent Night 2005“ a koncem roku se poprvé zavírá do studia. V roce 2006 vychází první EP CD Lost In My Soul. Kapela také v tomto roce odehrála první koncert mimo území Slovenska. Konal se 30. dubna 2006 v maďarském městě Tokaj, na BMX a sk8 soutěži „Harlee Cup 2006“. Kapela je v tomto období zařazena na kompilacích: Punk Rock Made In Slovakia vol.5 a MUSIC FOR EXTREME SPORTS, které vydalo vydavatelství Musica, sro. Koncem roku z kapely odchází zpěvák Marcel a postu zpěváků se ujímají kytarista Miroslav Terifaj a baskytarista Alexander Albert.
Na přelomu let 2006 a 2007 oznamuje bubeník Majo svůj odchod z kapely a na jeho pozici přichází začátkem nového roku Vladimír Palai (bývalý bubeník skupiny Naša vec), který v kapele hraje dodnes. Jeho první koncert se uskutečnil dne 26. června 2007 v Košicích v klubu „Khoi-Khoi“ (později se stal druhým, menším pódiem podniku Collosseum) s kapelami To Be Continued z Rakouska a dnes již neexistující kapelou Linolleum z Košic. Od této chvíle hraje kapela ve stejné čtyřčlenné sestavě až do současnosti (2012). V roce 2007 absolvovala své první vlastní miniturné s názvem „Nelutujem Podfuck tour 2007“. Koncem roku nahrává své druhé EP s názvem Mapa Času. Celý rok 2008 kapela koncertuje po Slovensku a propaguje nové CD. Dne 13. září 2008 na festivalu „LADOVA fest 2008“ zahrál Marián Pillár (bývalý bubeník) celé vystoupení namísto Vladimíra Palaia.
V roce 2009 se manažerem kapely stal Atila Ceranko (bývalý manažer kapely Punkreas). Skupina absolvovala množství vystoupení v České republice a na Slovensku. V průběhu roku 2010 kapela hrála na největším počtu festivalů ve své historii (Topfest, Fajny fest, Siravafest, Revolution fest a mnohé jiné) a ukončila spolupráci s Atilou. Začátkem tohoto roku vydala sólový singl s názvem „Cesta“, který se žánrově odlišuje od běžné tvorby skupiny. Je to rockově založená pomalá skladba, jejíž hudbu složil Miroslav Terifaj, autorem textu je jeho spolužák ze střední školy Peter Harich (bývalý zpěvák košické skupiny Zephyr). Nahraný byl ve studiu Lukáše Kreheľa.
V roce 2011 se kapela spravovala sama a připravovala materiál na nové album. Předělala starou demo skladbu „Be alone“ a znovu ji nahrála ve studiu Lukáše Kreheľa pod názvem „Hymna“. S touto skladbou se účastní finále soutěže „Hymna basketbalového tímu Good Angels Košice“. Je to zároveň stý oficiální koncert kapely Podfuck. Od konce roku 2011 až do léta 2012 nahrával Podfuck své třetí album s názvem Znamenie. To bylo vydáno v srpnu 2012.

## Diskografie
- Lost In My Soul (2006)
- Mapa Času (2008)
- Znamenie (2012)